# كارول ماثيوز
كارول ماثيوز (بالإنجليزية: Carole Mathews) هي ممثلة أمريكية، ولدت في 13 سبتمبر 1920 في مونتغومري في الولايات المتحدة، وتوفيت في 6 نوفمبر 2014 في مورريتا في الولايات المتحدة.

## وصلات خارجية
- كارول ماثيوز على موقع IMDb (الإنجليزية)
- كارول ماثيوز على موقع ألو سيني (الفرنسية)
- كارول ماثيوز على موقع أول موفي (الإنجليزية)
- كارول ماثيوز على موقع قاعدة بيانات برودواي على الإنترنت (الإنجليزية)
- كارول ماثيوز على موقع قاعدة بيانات الأفلام السويدية (السويدية)
- كارول ماثيوز على موقع قاعدة بيانات الفيلم (الإنجليزية)
- كارول ماثيوز على موقع كينوبويسك (الروسية)